# لیون هلم
لیوُن هِلم (انگلیسی: Levon Helm؛ ۲۶ مهٔ ۱۹۴۰ – ۱۹ آوریل ۲۰۱۲) موسیقی‌دان اهل ایالات متحده آمریکا بود. وی بین سال‌های ۱۹۵۷ تا ۲۰۱۲ میلادی فعالیت می‌کرد.
از فیلم‌ها یا برنامه‌های تلویزیونی که وی در آن نقش داشته است می‌توان به آتش در زیر پا، صحبت مستقیم، آخر خط و در مه الکتریکی اشاره کرد.